# Савет свештеника Абхазије
Савет свештеника Абхазије обједињује седам главних свештеникеа Абхазијске традиционалне религије, који су одговорни за седам светиња људи Абхазије. Савет је формално конституисан 3. августа 2012. године и његов председник је Заур Чичба, свештеник из Дидрипша, а његов извршни секретар Хаџарат Хвартскија.